# Ars viva
ars viva ist ein dotierter Nachwuchspreis im Bereich der Bildenden Kunst, der vom Kulturkreis der deutschen Wirtschaft vergeben wird. Er wird einmal jährlich zu einem thematischen Schwerpunkt an drei bis vier Künstler verliehen.
Damit verbunden ist das Format der Ausstellungsreihe ars viva, welche die Preisträger in Kooperation mit deutschen wie internationalen Ausstellungshäusern vorstellt, ebenso wie die Publikation eines dazugehörigen Ausstellungskataloges.
Seit 2016 können alle Preisträger zusätzlich an einer Künstlerresidenz in Kanada im Rahmen des Fogo Island Arts Residency Programs teilnehmen.
Seit Bestehen des ars viva-Preises wurden herausragende Positionen von über 350 Künstlern geehrt, darunter: Georg Baselitz, Anna Oppermann, Albert Oehlen, Rosemarie Trockel, Candida Höfer, Thomas Ruff, Wolfgang Tillmans, John Bock, Thomas Demand, Omer Fast, Peter Piller, Mariana Castillo Deball, Sung Tieu, Hanne Lippard und Katharina Sieverding.

## Preisträger
- 1953: Egon Altdorf, Jürgen Brandes, Harald Duwe, Johann-Georg Geyger, Erhard Gross, Helmut Hoffmann, Friedrich J. Meis, Albert-Christoph Reck, Karl Reidel, Helmut Rogge, Hans-Adolf Pierre Schumann, Gerhard Wendland
- 1954: Ursula Arndt, Herrmann Bachmann, Ernst Dostal, Joachim Dunkel, Erwin Eichbaum, Carl-Heinz Kliemann, Harry Kögler, Helmut Lang, Heiner Malkowsky, Clemens Pasch, Jörn Pfab, Karl Stachelscheid, Helmut Verch, Eva Großberg, Karl Wennig
- 1955: Walter Brendel, Klaus Frank, Paul Ibenthaler, Helmut Lander, Irene Merz, Hermine Müller, Karl Potzler, Horst Skodlerrak, Eberhard Schlotter, Gotthelf Schlotter, Günther Schoregge, Dieter Stein, Hans Steinbrenner, Rudi Tröger, Wilhelm Uhlig, Joachim Wermann, Alfred Winter-Rust, Paul Wunderlich, Thomas Zach
- 1956: Klaus Arnold, Hal Busse-Bendixen, Michael Croissant, Wolfgang Dahncke, Roland Dörfler, Irene Goethert-Merz, Jürgen von Hündeberg, Paul Kamper, Hans Kock, Bernd Krimmel, Hans Metz, Günter Neusel, Dieter Rudolph, Brigitte Jonelat-Saebisch, Ernemann F. Sander, Willi Wernz, Gerhard Wind, Reiner Zimnik

- 1968: Georg Baselitz
- 1969: Roberto Cordone
- 1977: Anna Oppermann
- 1978: Gerald Domenig, Ralph Fleck, Christian Hanussek, Nicole van den Plas, Rolf Zimmermann
- 1979: Katharina Sieverding
- 1982: Marina Abramović, Uwe Laysiepen, Barbara Hammann
- 1983: Albert Oehlen, Volker Tannert
- 1985: Rosemarie Trockel
- 1986: Ludger Gerdes
- 1987: Candida Höfer, Thomas Ruff, Thomas Struth
- 1989: Rupprecht Matthies
- 1990: Mischa Kuball
- 1991/1992: Meuser
- 1993/1994: Leni Hoffmann
- 1994: Karin Sander
- 1995: Wolfgang Tillmans, Thomas Demand
- 1996: Dirk Skreber, Corinne Wasmuht
- 1997: Heidi Specker, Daniel Pflumm
- 1998: Kai Althoff, Manfred Pernice, Torsten Slama
- 1999: Andree Korpys und Markus Löffler, John Bock
- 2000: Christoph Keller, Natascha Sadr Haghighian, Ute Hörner und Mathias Antlfinger, Jeanette Schulz
- 2001: Johannes Wohnseifer
- 2002: Amelie von Wulffen, Daniel Roth
- 2003: Jeanne Faust, Omer Fast
- 2004: David Zink Yi, Peter Piller, Katja Strunz
- 2005: Jason Dodge, Takehito Koganezawa, Michaela Meise, Robin Rhode
- 2006/2007: Andrea Faciu, Beate Gütschow, Michael Sailstorfer
- 2008: Keren Cytter, Manuel Graf, Simon Dybbroe Møller, Tris Vonna-Michell
- 2010: Nina Canell, Klara Hobza, Andreas Zybach, Markus Zimmermann
- 2011: Erik Bünger, Philipp Goldbach, Juergen Staack
- 2012: Simon Denny, Melvin Moti, Özlem Günyol & Mustafa Kunt
- 2013: Björn Braun, John Skoog, Adrian Williams
- 2014: Aleksandra Domanović, Yngve Holen, James Richards
- 2015: Flaka Haliti, Hanne Lippard, Calla Henkel & Max Pitegoff
- 2016: Leon Kahane, Jumana Manna, Jan Paul Evers
- 2017: Zac Langdon-Pole, Oscar Enberg, Anna-Sophie Berger
- 2018: Niko Abramidis & NE, Cana Bilir-Meier, Keto Logua[2]
- 2019: Karimah Ashadu, Thibaut Henz, Cemile Sahin[3]
- 2020: Rob Crosse, Richard Sides, Sung Tieu
- 2021: Tamina Amadyar, Lewis Hammond, Mooni Perry
- 2022: Paul Kolling, Leyla Yenirce, Shaun Motsi
- 2023: Atiéna R. Kilfa, Dan Lie, caner teker[4]
- 2024: Wisrah C. V. da R. Celestino, Vincent Scheers, Helena Uambembe[5]
- 2025: Nazanin Noori, Ryan Cullen, Prateek Vijan[6]

Hinweis: Die Jahresangabe bezieht sich auf das Jahr der Preisverleihung. Der Preis wird jedoch für das Folgejahr verliehen.